# Whistler anyja
A Kompozíció szürkében és feketében 1. (Arrangement in Grey and Black No.1) – ismertebb címén Whistler anyja – James McNeill Whistler amerikai festő festménye, melyet édesanyjáról, Anna McNeill Whistlerről készített. A Whistler anyja az amerikai festőművészet híres alkotása, gyakran hivatkoznak rá viktoriánus Madonnaként.

## A festmény

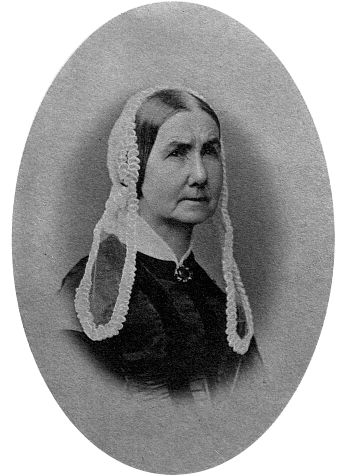
Anna McNeill Whistler portréja (1850 körül)

A festmény 1871-ben készült, amikor Anna McNeill Whistler fiával együtt élt London történelmi Cheyne Walk utcájában. 
Whistler édesanyját kérte fel, hogy üljön neki modellt a festményhez. Hogy az idős asszonyt kímélje, alkalmanként a szomszéd házban lakó Helena Amelia Lindgren helyettesítette Annát. Egy 1935-ből származó levél tanúsága szerint Anna McNeill Whistler eredetileg azt szerette volna, ha Helena nővére, Christina helyettesíti. Ezt azonban a lány édesanyja, Eliza Lyle megtiltotta, így Helena az édesanyja tudta és beleegyezése nélkül vállalta a modellkedést.

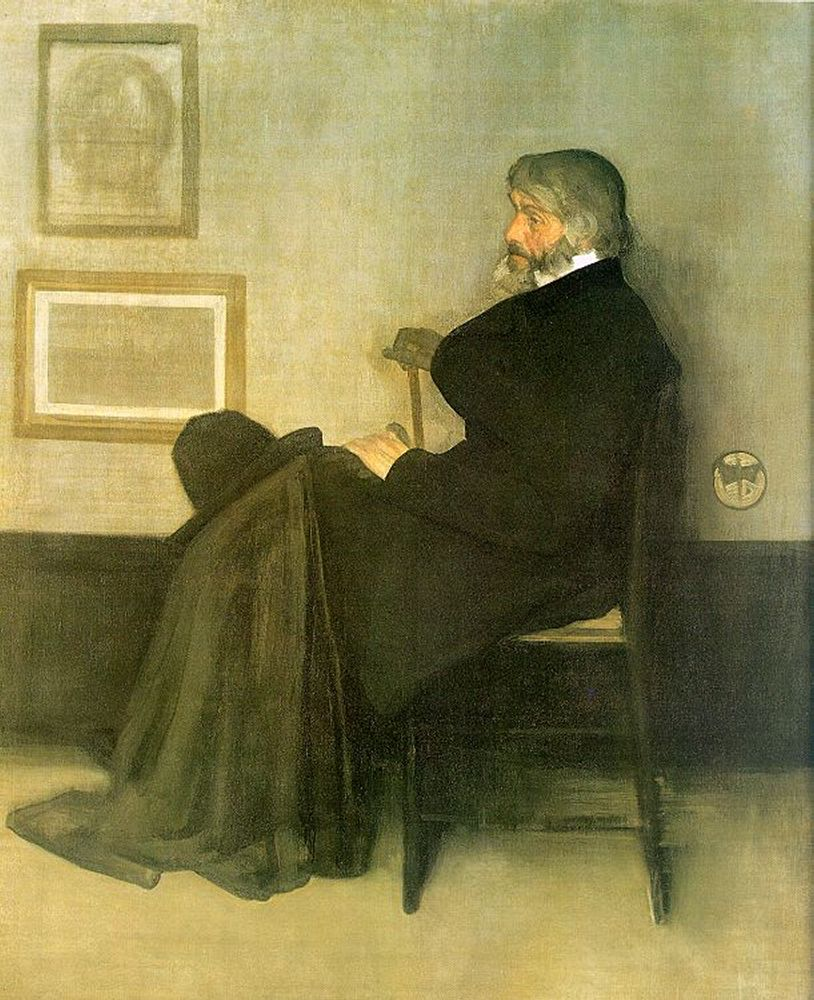
James McNeill Whistler: Kompozíció szürkében és feketében 2. (1872–73)

A festményt első alkalommal 1872-ben a Royal Academy of Art 104. kiállításán, az Akadémia többszöri elutasítása után mutatták be. Ez a közjáték elmérgesítette Whistler és az Akadémia jó viszonyát. Whistler többet nem nyújtott be festményt az Akadémiához jóváhagyásra. A művész még ebben az évben látott hozzá a festmény egy másik változatához, mely a Kompozíció szürkében és feketében 2. (1872-73) címet kapta. A festményhez Thomas Carlyle skót író állt modellt, aki az első képet látva fogadta el a festő felkérését, hogy egy hasonló alkotás modellje legyen.
A viktoriánus kor közönségének érzékenységét jól mutatja, hogy nem tudták elfogadni a mű címét. Számukra ugyanis elfogadhatatlan volt, hogy egy portréképnek a Kompozíció címet adják. Whistler így A művész anyjának portréja magyarázó alcímet adta a festménynek, ebből alakult ki a máig elterjedt Whistler anyja cím.
Whistler később a festmény értékesítése mellett döntött, melyet 1891-ben a francia állam vásárolt meg és a Musée du Luxembourg gyűjteményébe került. Ma a párizsi Musée d’Orsayban található.

## Megjelenés a kultúrában
A Whistler anyja idővel – akárcsak da Vinci Mona Lisája, Grant Wood Amerikai gótikája, vagy Edvard Munch A sikoly című festménye – kulturális és társadalmi ikonná, az anyaság, a szülői szeretet és a család jelképévé vált. 1934-ben az amerikai posta a festmény stilizált metszetével bélyeget bocsátott ki. Egyike a legtöbbet reprodukált, újraértelmezett és parodizált műalkotásoknak. A pennsylvaniai Ashland mellett 1938-ban a nagy gazdasági válság idején az édesanyák tiszteletére emeltek szobrot, melyet a festményről mintáztak.
A festmény több filmben és televíziós sorozatban tűnik fel, vagy tesznek említést róla, többek közt a Sógorom a zugügyvéd (1966), a Babette lakomája (1986), a Csupasz pisztoly 2 és 1/2 (1991), Addams Family 2 (1993), a Legenda vagyok (2007) című filmben vagy A Simpson család című televízió sorozatban. Központi szerepet kapott a Bean – Az igazi katasztrófafilm (1997) című vígjátékban, melyben hosszú idő után végleg hazatér Amerikába az alkotás.